# Lilt
Lilt (укр. Лілт) — це марка безалкогольних напоїв, вироблених компанією The Coca-Cola Company і розповсюджених в Ірландії, Гібралтар, Сейшелах та Об'єднаному Королівстві. Упродовж 1980-х років Lilt(ом) було висунуто рекламний слоган «абсолютно тропічний смак». У період з 2008 по 2014 рік компанія Coca-Cola скоротила кількість калорій у напої на 56%, щоб спрямувати свої зусилля на виробництво здорових продуктів у відповідь на зобов'язання Британського уряду щодо відповідальності за стан здоров'я споживачів.

## Виноски
1. ↑  Coca-Cola - our brands. The Coca Cola Company. Архів оригіналу за 7 лютого 2007. Процитовано 8 лютого 2007. {{cite web}}: Cite має пустий невідомий параметр: |df= (довідка)
2. ↑  UK Coca Cola adopts color coded labeling with nutritional information. MercoPress. 9 вересня 2009. Архів оригіналу за 27 червня 2018. Процитовано 4 січня 2016.